# 玉山山脈
玉山山脈（ぎょくざん-さんみゃく）は、台湾の山脈。台湾島南部に位置し、北の玉山から南の高雄市六亀区十八羅漢山付近までの総延長180km、五大山脈の中で最も短い山脈である。玉山山脈の東側は荖濃渓を境界に中央山脈の南端が形成され、西側は楠梓仙渓を隔てて阿里山山脈に接する。旧称新高山脈（にいたかさんみゃく）。
日本統治時代には新高山（にいたかやま）と称された。

## 概況
玉山山脈は東西方向から北北東 - 南南西方向へと変化している。最高峰は玉山（玉山主峰とも）の海抜3,952メートルであり、台湾の最高峰であり、その他周辺の山と共に玉山群峰と称され、玉山国家公園管理局の管轄とされている。

## 形成
阿里山山脈は元来玉山山脈上に存在したものが断層の作用により、上部の比較的若い地層が西にずれて阿里山山脈を形成、下部の古い断層が玉山山脈を形成したと推測されている。

## 百岳名峰
玉山山脈における標高3,000メートル以上の山は22、その内台湾百岳に指定されている山が12存在する。
- 玉山主峰（新高山、3,952メートル）
- 玉山東峰（新高東山・台東新高、3,869メートル）
- 玉山北峰（新高北山・斗六新高、3,858メートル）
- 玉山南峰（新高南山、3,844メートル）
- 東小南山（3,744メートル）
- 玉山西峰（新高西山、3,467メートル）
- 南玉山（3,383メートル）
- 八通関山（3,245メートル）
- 郡大山（中国語版）（3,265メートル）
- 玉山前峰（新高前山、3,239メートル）
- 西巒大山（中国語版）（3,081メートル）
- 鹿山（中国語版）（2,981メートル）